# زبان اشاره ماداگاسکاری
زبان اشاره ماداگاسکاری یا زبان اشاره مالاگاسی زبان اشاره‌ای است که توسط ناشنوایان و کم شنوایان در ماداگاسکار استفاده می‌شود.